# Pietro Beltrami (politico)
Pietro Beltrami conte (Bagnacavallo, 2 giugno 1812 – Firenze, 20 dicembre 1872) è stato un imprenditore e politico italiano.

## Biografia
Vicino ai circoli carbonari, nel 1845 è tra gli organizzatori dello scontro di Scavignano, a seguito del quale è costretto all'esilio in Francia. Tornato a seguito dell'amnistia concessa da Pio IX prende parte alla prima guerra d'indipendenza per poi riparare a Torino, dove entra in contatto con Cavour. Grazie allo statista piemontese acquista a buon prezzo dal demanio alcune foreste a Fluminimaggiore e nell'Iglesiente, disboscandole senza alcun criterio per fornire legname destinato alla realizzazione di traversine ferroviarie e guadagnandosi il soprannome di "Attila delle sarde foreste".